# Weston by Welland
Weston by Welland is een civil parish in het bestuurlijke gebied Kettering, in het Engelse graafschap Northamptonshire met 246 inwoners.